# Hilara unicolor
Hilara unicolor är en tvåvingeart som beskrevs av Friedrich Hermann Loew 1862. Hilara unicolor ingår i släktet Hilara och familjen dansflugor. Inga underarter finns listade i Catalogue of Life.